# Joan Ferrando
Joan Ferrando. Baloncestista español de los años 40' y 50'. Nació en Barcelona (Cataluña) el 23 de junio de 1923. Medía 1,69 metros y jugaba en la posición de alero. Se le conocía por el apodo de "Met". Destacaba por su gran talento, la rapidez y visión del juego, su espíritu de lucha y un excelente tiro exterior. Está considerado como uno de los mejores baloncestistas de España de su época.
Desarrolló una larga carrera profesional de 17 años en los que jugó en seis clubes diferentes, todos ellos catalanes. En el que más éxitos obtuvo fue en el FC Barcelona, en el que militó doce temporadas, entre 1939 y 1951. En el club azulgrana participó en la conquista de seis Copas, nueve Campeonatos de Cataluña y el campeonato organizado en la temporada 1946-47 como ensayo de la Liga Nacional, que oficialmente comenzaría diez años más tarde. 
Joan Ferrando también destacó como jugador de la Selección de baloncesto de España, con la que fue 20 veces internacional. Fue miembro de la selección que participó en la primera edición de la historia de los Mundiales, disputados en Buenos Aires en 1950. A esos mundiales, precisamente, España se clasificó gracias a una canasta suya que derrotó a Bélgica (45-44) en el partido decisivo del pre-mundial.

## Clubes
- Laietà Basket Club: hasta 1939.
- FC Barcelona: 1939-1951.
- UE Montgat: 1951-1952.
- RCD Espanyol: 1952-1954.
- Aismalíbar Montcada: 1954-1955.
- Club Bàsquet Manresa: 1955-1956.

## Palmarés
- 6 Copas de España: con el FC Barcelona.
- 9 Campeonatos de Cataluña: con el FC Barcelona.
- 1 Campeonato de España: 1946-1947, con el FC Barcelona.
- Medalla al Mérito Deportivo de la Federación Catalana de Baloncesto.